# Johan Fischer
Johan Arnold Peter Fischer (4. marts 1891 i Thisted – 9. juli 1967) var en dansk landsdommer.
Han var søn af amtsfuldmægtig Christian Fischer (1857-1896) og hustru Louise f. Weilbach (1860-1922), blev student fra Østersøgades Gymnasium 1909 og cand.jur. 1915 og fik overretssagførerbestalling 1919. Fischer blev sekretær i Justitsministeriet samme år, fuldmægtig 1923, var konstitueret statsadvokat i Kolding 1925-27 og dommer i Københavns Byret fra 1929, statsadvokat i Viborg for Vestre Landsrets 2. statsadvokatur 1931, for 3. statsadvokatur i Sønderborg 1939 og blev konstitueret dommer i Østre Landsret 1944, fast ansat 1945.
Fischer blev 3. maj 1937 Ridder af Dannebrog og blev 19. august 1949 Dannebrogsmand. Han var fra 1902 besidder af Generalkrigskommissær Christian Fischers Fideicommis og fra 1920 eforus for Den større Fischerske Stiftelse. 
Gift 1. gang 16. juni 1917 på Frederiksberg med Anne Grethe Ellinger (30. marts 1895 på Frederiksberg – 12. maj 1934 i Middelfart), datter af professor Oscar Ellinger og hustru Ida f. Holten; 2. gang 4. juni 1937 i Grønbæk Kirke med sygeplejerske Ingeborg "Inge" Marie Berith Vollertzen (31. januar 1906 i Hammel – ?), datter af postmester Frederik "Fritz" Vollertzen og Jensine Frederikke født Kjeldsen.